# Грбови рејона Тјуменске области
Грбови рејона Тјуменске области обухвата галерију грбова административних јединица руске области — Тјуменске области, са статусом градских округа и рејона, те њихове историјске грбове (уколико их има).
Већина грбова настала је након успостављања Руске Федерације и Тјуменске области, као њеног саставног субјекта.

## Грбови округа и рејона
- Грб града 
 Тјумења
- Грб града 
 Заводоуковска
- Грб града 
 Ишима
- Грб града 
 Тобољска
- Грб града 
 Јалуторовска
- 1 — Грб рејона 
 Абатски
- 2 — Грб рејона 
 Армизонски
- 3 — Грб рејона 
 Аромашевски
- 4 — Грб рејона 
 Бердјушки
- 5 — Грб рејона 
 Вагајски
- 6 — Грб рејона 
 Викуловски
- 7 — Грб рејона 
 Голишмановски
- 8 — Грб рејона 
 Заводоуковски
- 9 — Грб рејона 
 Исетски
- 10 — Грб рејона 
 Ишимски
- 11 — Грб рејона 
 Казанск‎и
- 12 — Грб рејона 
 Нижњетавдински
- 13 — Грб рејона 
 Омутински
- 14 — Грб рејона 
 Слатковски
- 15 — Грб рејона 
 Сорокински
- 16 — Грб рејона 
 Тобољски
- 17 — Грб рејона 
 Тјуменски
- 18 — Грб рејона 
 Уватски
- 19 — Грб рејона 
 Упоровски
- 20 — Грб рејона 
 Јургински
- 21 — Грб рејона 
 Јалуторовски
- 22 — Грб рејона 
 Јарковски